# Tseng Yi-Hsuan
Tseng Yi-Hsuan (5 de diciembre de 1988) es una deportista taiwanesa que compitió en taekwondo. Ganó una medalla de plata en el Campeonato Mundial de Taekwondo de 2007, y dos medallas de bronce en el Campeonato Asiático de Taekwondo en los años 2008 y 2012.

## Palmarés internacional
| Representando a China Taipéi |                              |                   |           |
| Campeonato Mundial           |                              |                   |           |
| Año                          | Lugar                        | Medalla           | Categoría |
| 2007                         | Pekín (China)                | Medalla de plata  | –55 kg    |
| Campeonato Asiático          |                              |                   |           |
| Año                          | Lugar                        | Medalla           | Categoría |
| 2008                         | Luoyang (China)              | Medalla de bronce | –55 kg    |
| 2012                         | Ciudad Ho Chi Minh (Vietnam) | Medalla de bronce | –53 kg    |